# بانک ملی بلژیک
بانک ملی بلژیک (هلندی: Nationale Bank van België) بانک مرکزی بلژیک است که در سال ۱۸۵۰ توسط دولت بلژیک تأسیس شد.